# 李高宗
李高宗（越南语：／，1173年7月6日—1210年11月15日）是越南李朝的第七名皇帝，李英宗的第六个儿子，1175年—1210年在位。名李龙𣉙（越南语：／）。
1175年，英宗去世後，两岁的高宗即位，由蘇憲誠輔政。1179年蘇憲誠死後由太后攝政。李朝在高宗以前已经出现衰退局面，而高宗親政後滛于聲色，大興土木，对国民加以重税，百姓苦于賦役，人心开始背离李朝。高宗统治期间天災不断，農民反乱此起彼伏。1209年，治平龙应五年（1209年）农历七月，因首都升龙爆发范猷、范秉彝、郭卜等的动乱，李高宗和太子李旵出逃。其后，陈氏一族发兵平乱，助李高宗回京。治平龙应六年（1210年），李高宗回京，不久驾崩，享年38岁。在高宗的統治下，李朝國勢開始衰退。
越南史官則評價李高宗「帝觀逰無度，刑政不明，盗賊蜂起，饑饉荐臻，李家之業於是乎衰矣。」